# Bao Si

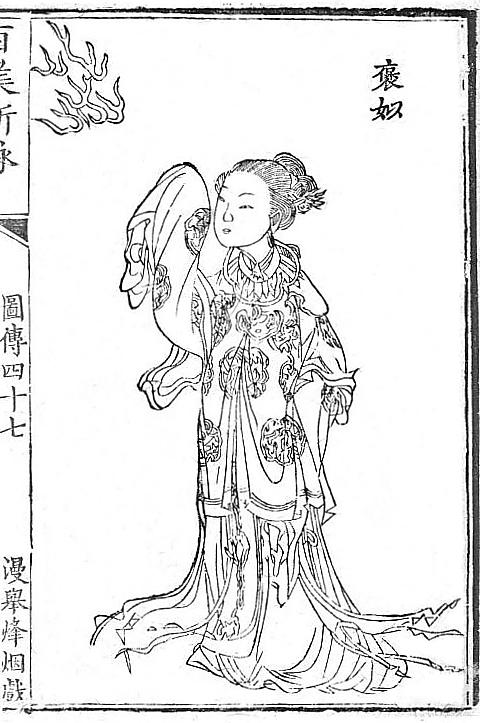
Bao Si

Bao Si, född okänt år, död 771 f.Kr., var en kinesisk drottning, gift med kung You av Zhou.  
Enligt legenden ska Bao Si ha fötts genom jungfrufödsel av en palatstjänarinna som blivit gravid genom att få i sig tusenårigt spott från en drake. 
Bao Si ska ha kommit till kung Yous palats år 779 f.Kr. Kungen var så förälskad i henne att han försköt drottning Shen och tog ifrån sin son kronprins Ping deras titlar och i stället gjorde Bao Sin och deras son Bofu till drottning och kronprins. 
Enligt legenden var Bao Si depressivt lagd och hade svårt att skratta. Den förälskade kungen prövade många metoder för att göra henne glad, och en dag föreslog en hovfunktionär att man skulle ringa i de alarm som sammankallade alla vasaller och deras arméer till kungen under nödsituationer. När detta skedde, och kungarikets alla vasaller skyndade till kungen beredda till strid, bara för att få höra av honom att det hela var ett skämt, brast Bao Si i skratt. För att få höra henne skratta igen upprepade kungen samma manöver flera gånger. 
En dag slöt kungens förra svärfar, far till hans första, förskjutna hustru, exdrottning Shen, ett förbund med nomaderna och anföll kungariket. Kung You kallade på sina vasaller, men ingen hörsammade längre hans kallelse. Upproret slutade med att kungen och kronprins Bofu mördades, och kungens första son med drottning Shen, Ping, besteg tronen år 771 f.Kr. Bao Si tilläts lämna palatset, men under de fortsatte stridigheterna med nomaderna ska hon strax därpå ha begått självmord. 
Kärlekshistorien mellan Bao Si och kung You är en av de mest berömda i Kina, och har använts som ett varnande exempel för hur en skönhet kan störta ett kungarike.